# Fallout from the Phil Zone
Fallout from the Phil Zone è un doppio album dal vivo del gruppo musicale statunitense Grateful Dead, pubblicato nel 1997.

## Tracce

### Disco 1
1. Dancing in the Street (Marvin Gaye, Ivy Jo Hunter, William Stevenson) – 11:44
2. New Speedway Boogie (Robert Hunter, Jerry Garcia) – 8:08
3. Viola Lee Blues (Noah Lewis) – 19:46
4. Easy Wind (R. Hunter) – 8:06
5. Mason's Children (R. Hunter, Garcia, Phil Lesh, Bob Weir) – 6:09
6. Hard to Handle (Alvertis Isbell, Allen Jones, Otis Redding) – 7:36

### Disco 2
1. The Music Never Stopped (John Barlow, Weir) – 8:56
2. Jack-A-Roe (trad., arr. Grateful Dead) – 5:55
3. In the Midnight Hour (Steve Cropper, Wilson Pickett) – 31:53
4. Visions of Johanna (Bob Dylan) – 10:26
5. Box of Rain (R. Hunter, Lesh) – 5:13

## Formazione
- Jerry Garcia – chitarra, voce
- Bob Weir – chitarra, voce
- Phil Lesh – basso, voce
- Bill Kreutzmann – batteria
- Mickey Hart – batteria (eccetto disco 1, traccia 6 e disco 2, traccia 3)
- Ron "Pigpen" McKernan – armonica, organo, voce (disco 1, tracce 1–2, 4 e 6 e disco 2, traccia 3)
- Tom Constanten – organo (disco 1, tracce 3 e 5)
- Brent Mydland – tastiera, voce (disco 2, tracce 1 e 5)
- Keith Godchaux – piano (disco 2, traccia 2)
- Vince Welnick – tastiera (disco 2, traccia 4)